# Cissy van Bennekom

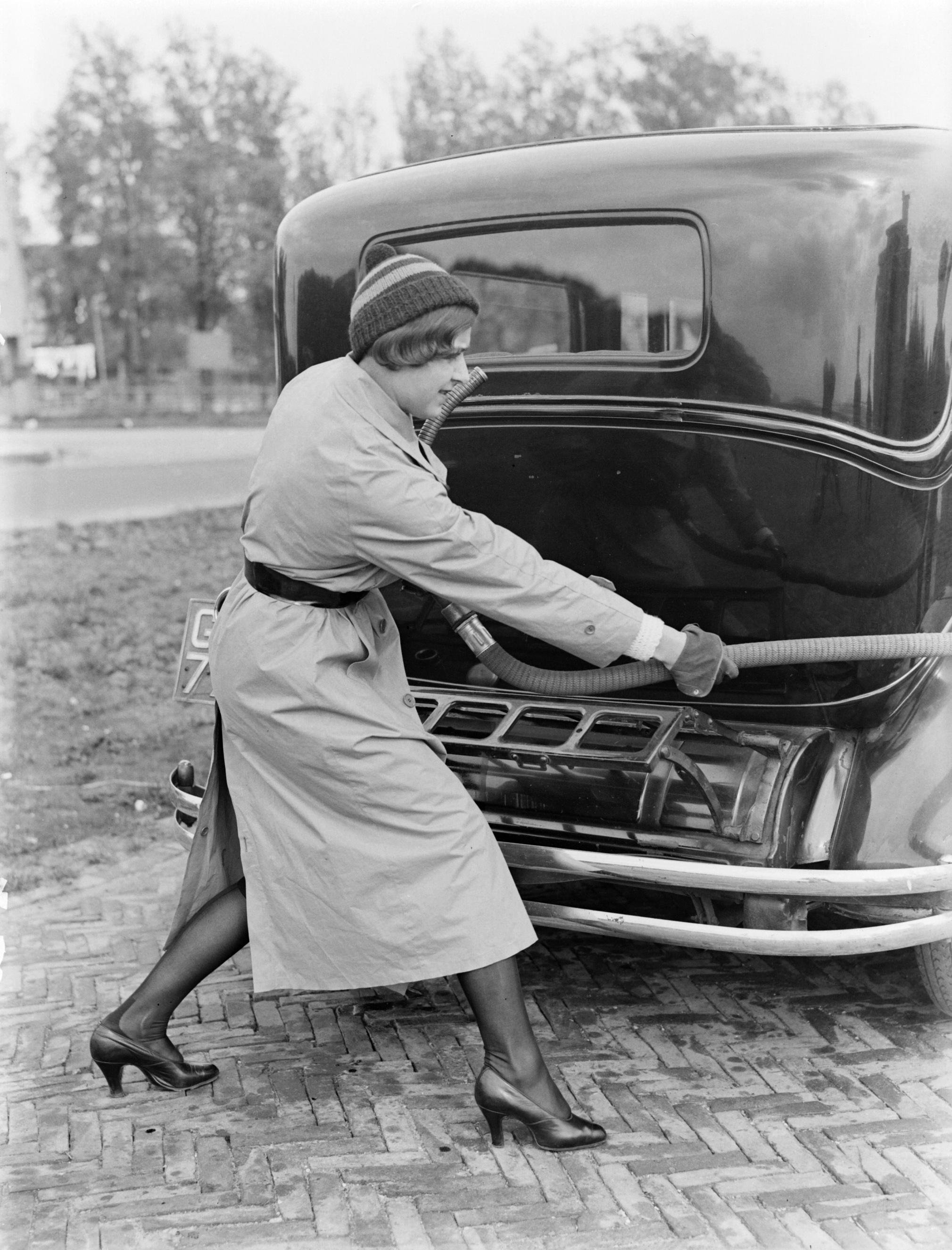
Cissy van Bennekom (1932)

Francisca „Cissy“ van Bennekom (* 19. Juli 1911 in Haarlem, Nordholland; † 1. März 2005 in Amsterdam, Nordholland) war eine niederländische Schauspielerin. In den 1930er Jahren wirkte sie in einer ganzen Reihe populärer Spielfilme mit.

## Leben

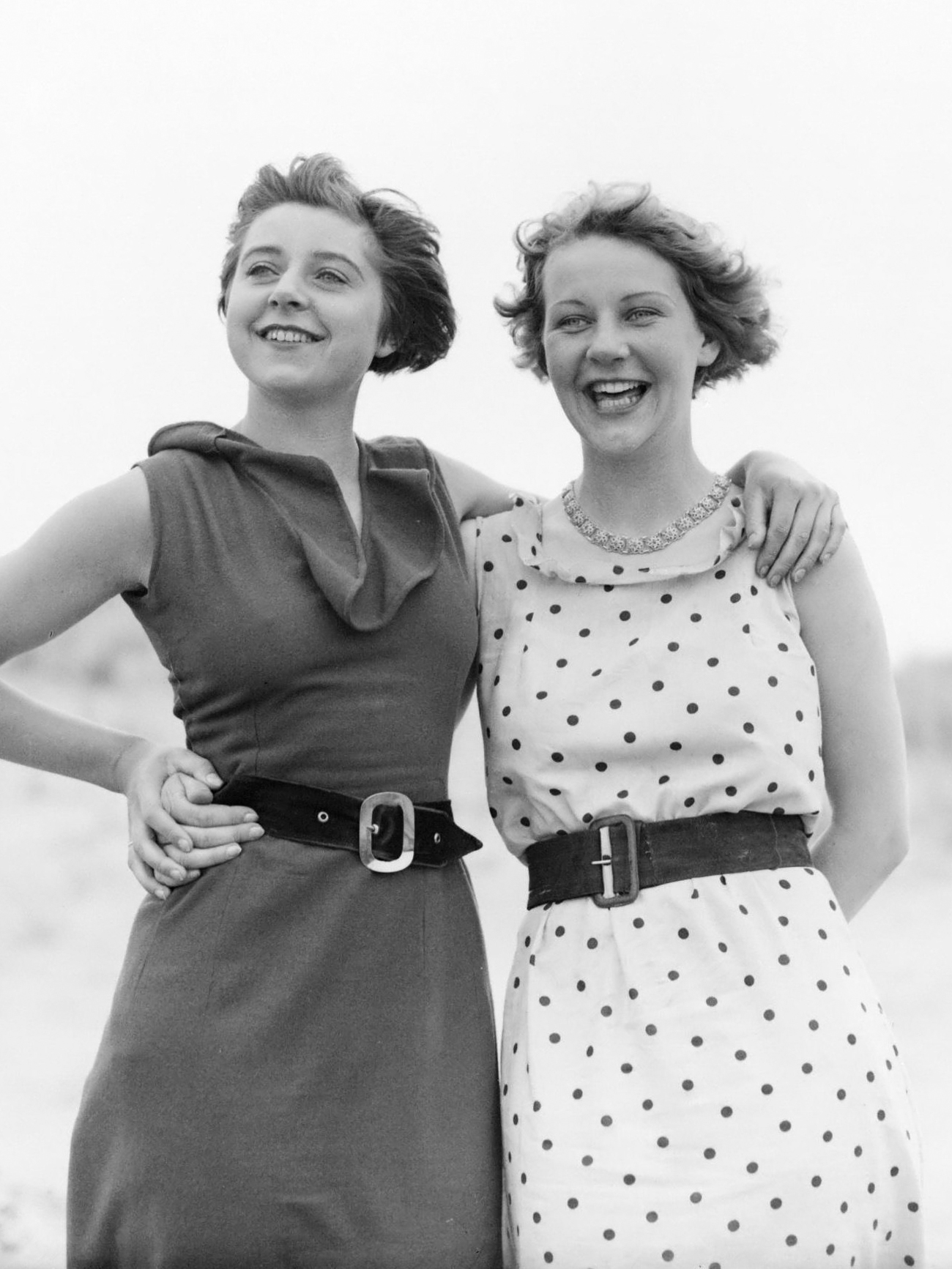
Cissy van Bennekom und Eva Waldschmidt (1932)

Cissy van Bennekom kam 1928 über einen Freund ans Theater. Ihr Debüt gab sie am Nieuwe Nederlandsch Toneel als Elfe in Shakespeares Ein Sommernachtstraum. Nach einigen Bühnenrollen spielte sie 1934 in dem Klassiker Die drei Matrosen ihre erste Filmrolle. Es folgten sechs weitere Filme.
Nach Ende des Zweiten Weltkriegs zog sich Van Bennekom, abgesehen von einem kurzen Gastspiel im Kabarett von Wim Sonneveld, aus der Öffentlichkeit zurück.

## Filmografie (Auswahl)
- 1934: Die drei Matrosen (De jantjes)
- 1934: Op hoop van zegen
- 1935: De familie van mijn vrouw
- 1935: De Vier mullers
- 1936: Op een avond in mei
- 1936: ’t Was een april
- 1939: De Spooktrein